# Edenkobener Tal
Das Edenkobener Tal ist ein Tal am Ostrand des Pfälzerwaldes.

## Lage
Das Tal befindet sich innerhalb der Haardt, wie der Ostrand des Pfälzerwald genannt wird, größtenteils auf Gemarkung der namensgebenden Stadt Edenkoben. Ganz im Westen liegt es zusätzlich innerhalb von Waldexklaven der Ortsgemeinden Altdorf, Böbingen und Gommersheim. Es wird in West-Ost-Richtung vom Triefenbach durchflossen, der vor Ort zum Hilschweiher aufgestaut ist.
Umgeben ist es von mehreren vergleichsweise hohen Erhebungen wie dem Kesselberg, dem Blättersberg, dem Hochberg und dem Morschenberg sowie von mehreren Passhöhen wie dem Benderplatz, dem Kohlplatz und der Lolosruhe.

## Kultur
Im Edenkobener Tal befinden sich die Rittersteine 235 und 237. Ersterer markiert den Hüttenbrunnen und letzterer den Innungsstein, der Symbole von Zunftmeistern trägt. An seinem östlichen Ausgang befinden sich mehrere denkmalgeschützte ehemalige Mühlen sowie das Waldhaus Edenkoben.

## Verkehr
Mitten durch das Tal verläuft die Kreisstraße 6, die über das Forsthaus Heldenstein zum Modenbachtal führt.

## Tourismus
Im Edenkobener Tal befinden sich die Edenkobener Hütte am Hüttenbrunnen und ein Wanderparkplatz. Durch das Tal verlaufen außerdem der Europäische Fernwanderweg E8 und der Fernwanderweg Franken-Hessen-Kurpfalz.